# Indianapolis 500 2010
Indianapolis 500 2010 je bila štiriindevetdeseta dirka Indianapolis 500 na dirkališču Indianapolis. Potekala je 30. maja 2010.

## Rezultati

### Štartna vrsta
| Vrsta | Notranja | Notranja            | Srednja | Srednja            | Zunanja | Zunanja           |
| ----- | -------- | ------------------- | ------- | ------------------ | ------- | ----------------- |
| 1     | 3        | Hélio Castroneves   | 12      | Will Power         | 10      | Dario Franchitti  |
| 2     | 6        | Ryan Briscoe        | 77      | Alex Tagliani      | 9       | Scott Dixon       |
| 3     | 30       | Graham Rahal        | 20      | Ed Carpenter       | 06      | Hideki Mutoh      |
| 4     | 99       | Townsend Bell       | 22      | Justin Wilson      | 2       | Raphael Matos     |
| 5     | 32       | Mario Moraes        | 21      | Davey Hamilton     | 24      | Mike Conway       |
| 6     | 26       | Marco Andretti      | 37      | Ryan Hunter-Reay   | 4       | Dan Wheldon       |
| 7     | 8        | E.J. Viso           | 23      | Tomas Scheckter    | 25      | Ana Beatriz       |
| 8     | 78       | Simona De Silvestro | 7       | Danica Patrick     | 36      | Bertrand Baguette |
| 9     | 33       | Bruno Junqueira     | 19      | Alex Lloyd         | 34      | Mario Romancini   |
| 10    | 43       | John Andretti       | 67      | Sarah Fisher       | 14      | Vitor Meira       |
| 11    | 5        | Takuma Sato         | 29      | Sebastian Saavedra | 11      | Tony Kanaan       |

### Dirka
| Poz | Št. | Dirkač              | Moštvo                   | Krogi (odstop) | Št. m. | Toč |
| --- | --- | ------------------- | ------------------------ | -------------- | ------ | --- |
| 1   | 10  | Dario Franchitti    | Chip Ganassi Racing      | 200            | 155    | 52  |
| 2   | 4   | Dan Wheldon         | Panther Racing           | 200            | 0      | 40  |
| 3   | 26  | Marco Andretti      | Andretti Autosport       | 200            | 1      | 35  |
| 4   | 19  | Alex Lloyd          | Dale Coyne Racing        | 200            | 0      | 32  |
| 5   | 9   | Scott Dixon         | Chip Ganassi Racing      | 200            | 0      | 30  |
| 6   | 7   | Danica Patrick      | Andretti Autosport       | 200            | 0      | 28  |
| 7   | 22  | Justin Wilson       | Dreyer & Reinbold Racing | 200            | 11     | 26  |
| 8   | 12  | Will Power          | Team Penske              | 200            | 5      | 24  |
| 9   | 3   | Hélio Castroneves   | Team Penske              | 200            | 3      | 22  |
| 10  | 77  | Alex Tagliani       | FAZZT Race Team          | 200            | 0      | 20  |
| 11  | 11  | Tony Kanaan         | Andretti Autosport       | 200            | 0      | 19  |
| 12  | 30  | Graham Rahal        | Rahal Letterman Racing   | 200            | 0      | 18  |
| 13  | 34  | Mario Romancini     | Conquest Racing          | 200            | 0      | 17  |
| 14  | 78  | Simona De Silvestro | HVM Racing               | 200            | 0      | 16  |
| 15  | 23  | Tomas Scheckter     | Dreyer & Reinbold Racing | 199            | 5      | 15  |
| 16  | 99  | Townsend Bell       | Sam Schmidt Motorsports  | 199            | 0      | 14  |
| 17  | 20  | Ed Carpenter        | Panther Racing           | 199            | 0      | 13  |
| 18  | 37  | Ryan Hunter-Reay    | Andretti Autosport       | 198 (Trčenje)  | 0      | 12  |
| 19  | 24  | Mike Conway         | Dreyer & Reinbold Racing | 198 (Trčenje)  | 15     | 12  |
| 20  | 5   | Takuma Sato         | KV Racing Technology     | 198            | 0      | 12  |
| 21  | 25  | Ana Beatriz         | Dreyer & Reinbold Racing | 196 (Trčenje)  | 0      | 12  |
| 22  | 36  | Bertrand Baguette   | Bertrand Baguette        | 183            | 0      | 12  |
| 23  | 29  | Sebastian Saavedra  | Bryan Herta Autosport    | 159 (Trčenje)  | 0      | 12  |
| 24  | 6   | Ryan Briscoe        | Team Penske              | 147 (Trčenje)  | 5      | 12  |
| 25  | 8   | E.J. Viso           | KV Racing Technology     | 139 (Trčenje)  | 0      | 10  |
| 26  | 67  | Sarah Fisher        | Sarah Fisher Racing      | 125 (Trčenje)  | 0      | 10  |
| 27  | 14  | Vitor Meira         | A. J. Foyt Enterprises   | 105 (Trčenje)  | 0      | 10  |
| 28  | 06  | Hideki Mutoh        | Newman/Haas Racing       | 76 (Obnašanje) | 0      | 10  |
| 29  | 2   | Raphael Matos       | De Ferran Dragon Racing  | 72 (Trčenje)   | 0      | 10  |
| 30  | 43  | John Andretti       | Andretti Autosport       | 62 (Trčenje)   | 0      | 10  |
| 31  | 32  | Mario Moraes        | KV Racing Technology     | 17 (Trčenje)   | 0      | 10  |
| 32  | 33  | Bruno Junqueira     | FAZZT Race Team          | 7 (Trčenje)    | 0      | 10  |
| 33  | 21  | Davey Hamilton      | De Ferran Dragon Racing  | 0 (Trčenje)    | 0      | 10  |